# Groß-Berliner Damm
Der Groß-Berliner Damm ist eine Straße im Berliner Bezirk Treptow-Köpenick, die durch die Ortsteile Johannisthal und Adlershof verläuft. Die Straße entstand in ihrem heutigen Verlauf zu Beginn des 20. Jahrhunderts.

## Lage und Namensgebung
Der Verkehrsweg beginnt am Waiblinger Weg nahe dem Bahnhof Schöneweide und endet an der Rudower Chaussee, wobei er die Ortsteilgrenze an der Adlershofer Hermann-Dorner-Allee quert. Seinen Namen erhielt er nach der um 1912 beschlossenen Stadterweiterung zum Zweckverband Groß-Berlin im Jahr 1915. Er setzte am Bahnhofplatz/Sternplatz an und wies zu dieser Zeit noch keinerlei Bebauung auf.
Bis Oktober 2021 bestand die Straße im Abschnitt zwischen Sterndamm und dem Straßenzug Wilhelm-Hoff- – Georg-Schendel-Straße aus zwei durch einen breiten Grünstreifen getrennten Fahrbahnen. Seitdem verläuft die Straßenbahnlinie 63 von der Hermann-Dorner-Allee bis zum Sterndamm entlang des Groß-Berliner Dammes auf dem mittigen Grünstreifen.

## Geschichte

### Beginnendes 20. Jahrhundert bis 1945
Schon im Jahr 1917 ist die Straßenführung präzisiert „zwischen Engelhardstraße und Flugplatz“. Die Terrain-Aktiengesellschaft Flugplatz Johannisthal-Adlershof mit dem Müllerschen Haus sowie mit der Land- und Industrie-Bauten-AG ist als Eigentümer weiterer Bauflächen aufgeführt.
Bis 1920 wurde die Trasse parzelliert und bebaut. Es entstanden Wohnhäuser unter anderem durch die Stadt- und Land-Siedlungsgesellschaft (Berlin), die oben genannte Terrain AG am Flugplatz (siehe Bauwerke) und die Familienhaus-Baugesellschaft aus Lichtenberg sowie Fabriken für Unternehmen des Fahrzeug- und Flugzeugbaus. Daraus hatten sich für die Verkehrsführung und Straßenbefestigung besondere Anforderungen bezüglich Fahrbahnbreite und Oberflächenbeschaffenheit ergeben.
Die nordöstliche Straßenseite („linke Seite“) umfasste im Jahr 1930 die Parzellen 1–57 und reichte bis zur Pilotenstraße. Die geraden Nummern auf der südwestlichen Straßenseite waren im Adressbuch als „Baustellen“ geführt und noch nicht festgelegt. Die heutige südliche Fahrbahn („rechte Seite“) endete an der damaligen Sturmvogelstraße (ab 1935 Segelfliegerdamm).
Ein im Jahr 1928 angelegtes südwestliches Straßenteilstück bekam den Namen Verlängerter Groß-Berliner Damm. Es bestand aus einem einzigen Grundstück für die Ambi-Budd Preßwerk GmbH. Der Verlängerte Groß-Berliner Damm wurde 1935 ohne Parzellennummer als „rechte Seite“ in den Groß-Berliner Damm eingegliedert. Neben dem Gelände der Ambi-Budd hatte zudem Bücker Flugzeugbau Werkhallen eingerichtet. Eine Straßenweiterführung bis zu einem Anschlußgleis ist außerdem vermerkt, das auf das Gelände des Betriebsbahnhofs Schöneweide führte.
Zwischen den Hausnummern 5 und 7 wurde um 1936 ein Fußweg Durchgang zum Allmersweg angelegt.
Ab dem Jahr 1940 sind die geraden Hausnummern 14–50 vergeben worden, bei den ungeraden wurden die Nummern 51–59 zurückgezogen. Die Neunummerierung lässt erkennen, dass auf Teilflächen der Ambi-Budd inzwischen Einfamilienhäuser gebaut worden sind, jede Hausnummer ist einem Namen zugeordnet. Ein Stadtplan des Jahres 1943 weist eine weitere südostwärts führende Verlängerung der Trasse auf.

### 1945 bis 1990
Der Stadtplan von 1954 zeigt, dass es vorerst keine weitere Entwicklung in dem beschriebenen Gebiet gegeben hat. Zwischen dem Ende des Groß-Berliner Damms und der Rudower Chaussee ist auf dem Gelände eine kleine Häusergruppe zu sehen.
Verkehrsmäßig wurde der Damm ab den 1970er Jahren über eine Omnibuslinie (Linie 67) erschlossen und führte bereits etwa 200 Meter über das bisherige Ende an der Landfliegerstraße hinaus bis in den Nordostbereich des früheren Flugfeldes.
Kasernenkomplex
Im Bereich Groß-Berliner Damm 80–100 bestand ein Kasernenkomplex. Dort waren stationiert:
- 1. Mai 1963 bis 26. März 1971 das Grenzregiment-37 der 1. Grenzbrigade[10][11]
- 29. März 1971 bis 31. Oktober 1985 das Artillerieregiment-26 (AR-26; ab 1. März 1976 mit dem Traditionsnamen „Otto Nelte“), zum Grenzkommando Mitte gehörend[12][13]
- 1. November 1985 bis 30. November 1986 das aus dem AR-26 der Grenztruppen geformte Artillerieregiment-40 (AR-40) der Landstreitkräfte der NVA[14]
- 1. Dezember 1986 bis 1990/91 die 1. und 2. Abteilung der 40. Artilleriebrigade der Landstreitkräfte (ab 3. Oktober 1990 wurde der Truppenteil an das Heereskommando Ost der Bundeswehr übergeben und mangels Weiterverwendung zum 30. Juni 1991 aufgelöst)[14]

Es gehörte auch eine Halle des früheren Flugplatzes zur Kaserne. Auf den Karten dieser Zeit ist die Fläche nicht näher bezeichnet.

### Seit 1990
Seit der Abwicklung der NVA lässt das Bezirksamt das Gelände schrittweise als Gewerbegebiet entwickeln. Ein neuer Straßenabschnitt zwischen Hausnummer 85 und Rudower Chaussee wurde am 30. März 2008 in den Damm einbezogen. Im Jahr 2013 gehören zu Johannisthal die Abschnitte 1–85 (ungerade) und 10–88 (gerade). Die Nummern 87–117 sind noch nicht vergeben, sie liegen im Gewerbe-Entwicklungsgebiet. Die Parzellen 2–8 wurden nie bebaut, sie gehören zum Straßenland an der Westseite des Damms oder sind Teile des Groß-Berliner Damms 27–31. Die Nummern 119–153 (ungerade) liegen dagegen in Adlershof.
Am 18. Mai 2020 startete der Bau einer Verbindungsstrecke der Straßenbahn vom Bahnhof Schöneweide zur bisherigen Endhaltestelle Karl-Ziegler-Straße in Adlershof, die im Oktober 2021 fertiggestellt wurde. Diese verläuft auf eigenem Bahnkörper mit Rasengleis in der Mitte des Groß-Berliner Damms von seinem westlichen Ende bis zur Kreuzung mit der Hermann-Dorner-Allee und biegt dort nach Süden. Im Verlauf des Groß-Berliner Damms bestehen die Haltestellen Nieberstraße, Landfliegerstraße, Benno-König-Straße, Gerhard-Sedlmayr-Straße und Landschaftspark Johannisthal.

## Bauwerke
- Auf den Grundstücken Groß-Berliner Damm 27–31 hatte sich in den 1930er Jahren die Zigarettenfabrik Abdulla & Co. niedergelassen, die 1937 liquidiert wurde.
- Hausnummern 39–57: Hier ist die Wohnbebauung der Terrain-AG für den Flugplatz erhalten. Die zwölf Mehrfamilienhäuser (einschließlich Nieberstraße 13/15, Straße Am Grünen Anger 32–50 und Pilotenstraße 16/18) wurden 1918/1919 errichtet. Es sind Typenbauten nach vier verschiedenen Entwürfen, die allesamt jedoch in klassizistischen Formen ausgeführt sind: zweigeschossige Putzbauten mit Walmdach und Dachgiebeln oder Gauben, teilweise Pilaster-betont und mit Balkonen auf dorischen Säulen. Die Gebäude standen in der DDR-Zeit unter Denkmalschutz.[16]

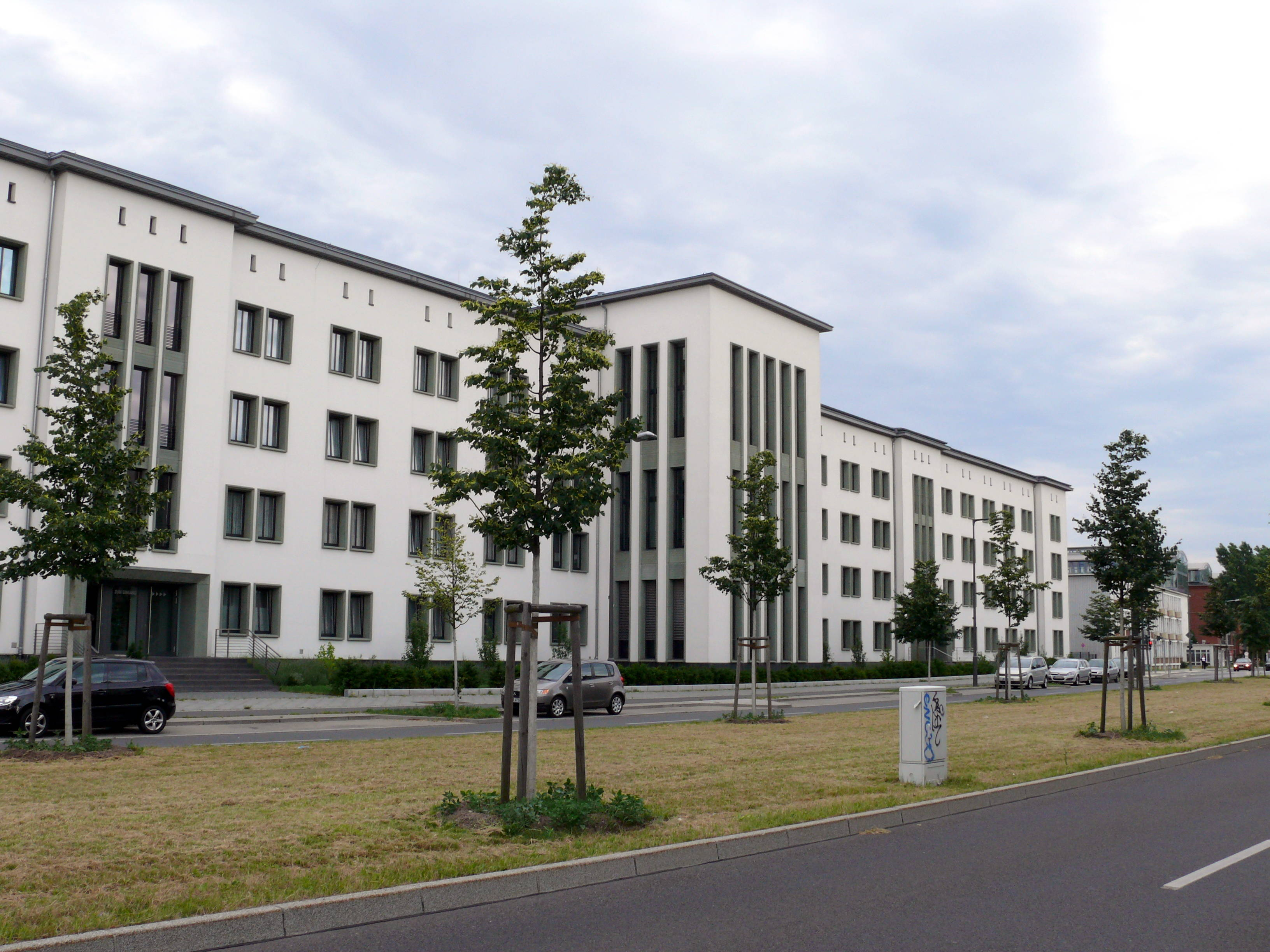
Groß-Berliner Damm 59

- Hausnummer 59 war bis 1989 Gästehaus des Ministeriums des Innern der DDR, dann Gästehaus des Bundesverwaltungsamts.[17] Zwischen 2009 und 2015 war es Sitz einer Außenstelle der Bundesakademie für öffentliche Verwaltung.[18] Im Rahmen der Flüchtlingskrise wurde das Gebäude von 2015 bis 2018 als Flüchtlingsunterkunft genutzt.
- Hausnummer 73 ist die Adresse des Jobcenters Treptow/Köpenick.[19]
- Hausnummer 154: Hier befindet sich das Jugendamt des Bezirks Treptow-Köpenick. An der Fassade des Gebäudes wurde im Juli 2024 ein Mural fertiggestellt. Es erinnert an den Warschauer Aufstand von 1944. Jugendliche aus Berlin und Warschau entwarfen das Wandbild und gestalteten es selbst. Das Projekt ist Teil der Städtepartnerschaft zwischen dem Warschauer Bezirk Mokotów und dem Bezirk Treptow-Köpenick und wurde von der Deutsch-Polnischen Gesellschaft realisiert.[20]